# Eucalyptus cylindrocarpa
Eucalyptus cylindrocarpa är en myrtenväxtart som beskrevs av William Faris Blakely. Eucalyptus cylindrocarpa ingår i släktet Eucalyptus och familjen myrtenväxter. Inga underarter finns listade i Catalogue of Life.